# Tiheru Island
Tiheru Island ist eine kleine Insel nordöstlich von Cape Brett in der Region Northland vor der Nordinsel von Neuseeland.

## Geographie
Tiheru Island befindet sich nordöstlich von Cape Brett, zwischen den Inseln Otuwhanga Island, rund 455 m südwestlich und Motukokako Island, rund 60 m nördlich. Die kleine Insel besitzt eine längliche Form und erstreckt sich über eine Länge von rund 165 m in Nordwest-Südost-Richtung. Die breiteste Stelle der Insel misst rund 46 m. Mit einer Höhe von rund 40 m und einer Flächenausdehnung von gerade mal 0,6 Hektar besitzt die Insel den Charakter einer Felseninsel.